# Ingrandes-le-Fresne-sur-Loire
Ingrandes-la-Fresne-sur-Loire es una comuna nueva francesa situada en el departamento de Maine y Loira, de la región de Países del Loira.

## Historia
Fue creada el 1 de enero de 2016, en aplicación de una resolución del prefecto de Maine y Loira de 31 de diciembre de 2015 con la unión de las comunas de Ingrandes y Le Fresne-sur-Loire, pasando a estar el ayuntamiento en la antigua comuna de Ingrandes.
El 1 de enero de 2024 absorbe la comuna de Saint-Sigismond.

## Demografía
Según los datos aportados en la última resolución del prefecto de Maine y Loira, la comuna pasa a tener 3145 habitantes.

## Composición
| Comuna delegada     | Código INSEE | Población (2013) | Superficie (km²) | Densidad (hab./km²) |
| ------------------- | ------------ | ---------------- | ---------------- | ------------------- |
| Ingrandes           | 49160        | 1661             | 6.65             | 250                 |
| Le Fresne-sur-Loire | 44060        | 977              | 6.29             | 155                 |
| Saint-Sigismond     | 49321        | 390 (2021)       | 12.72            | 31                  |